# 新ユーラシア・ランドブリッジ

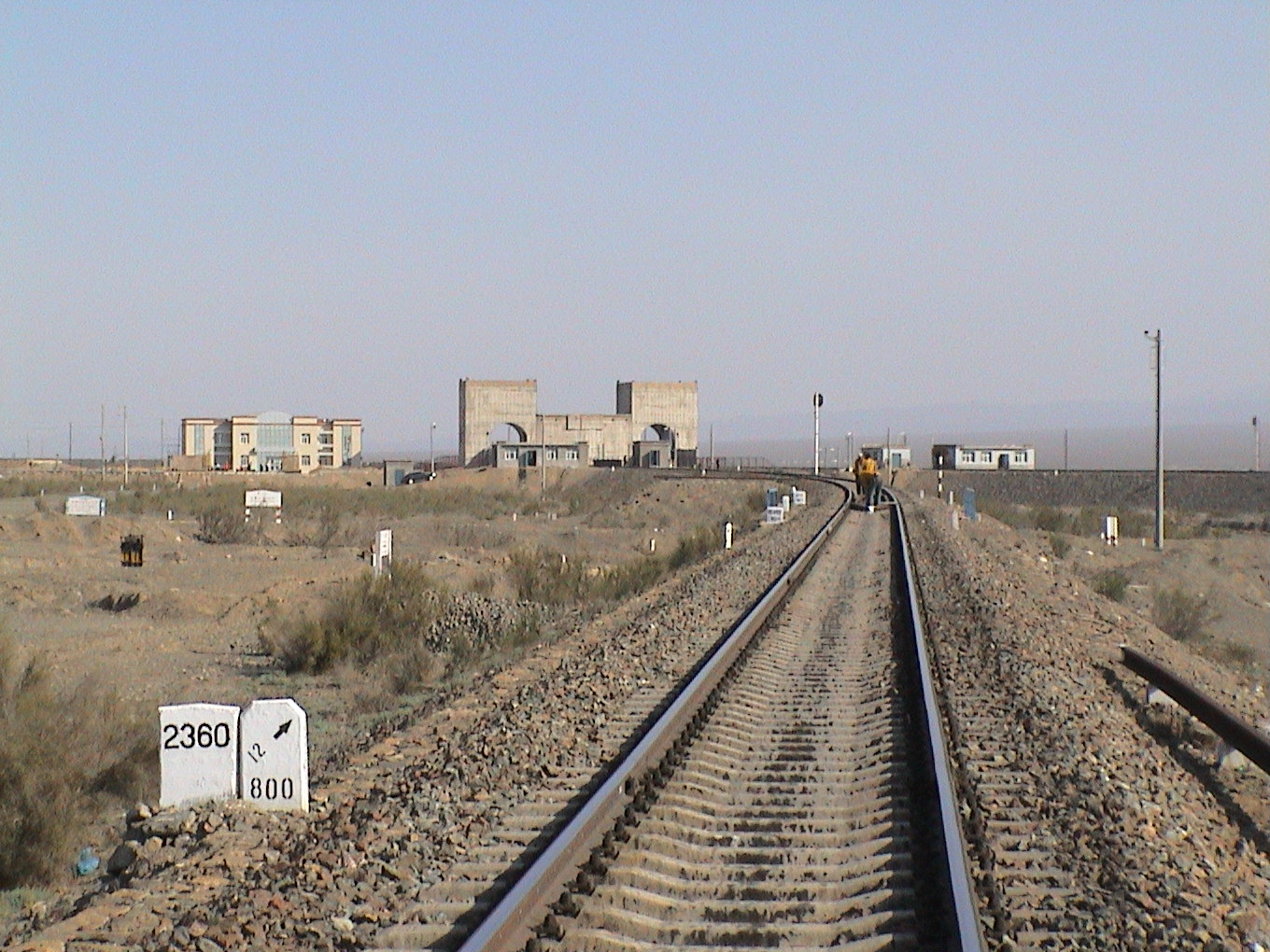
中国鉄道蘭新線はアラタウ峠付近で終点。ここで軌間を変えてカザフスタン鉄道へ入る。

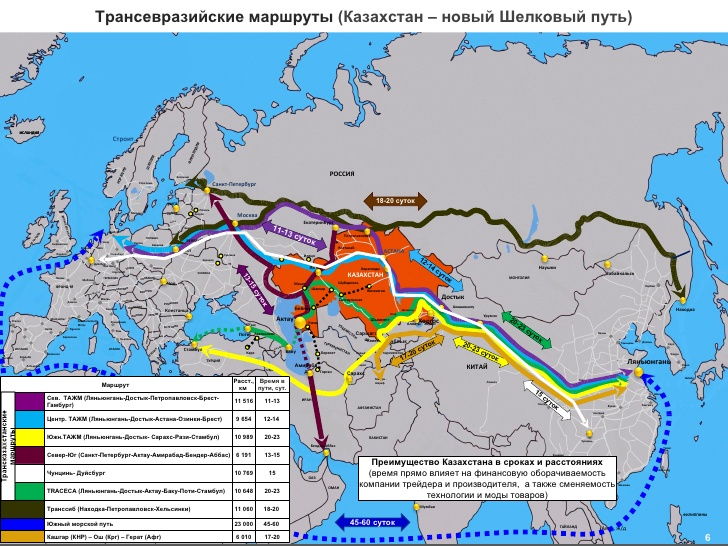
新ユーラシア・ランドブリッジのどのルート案でもカザフスタン鉄道が果たす役割は大きい。

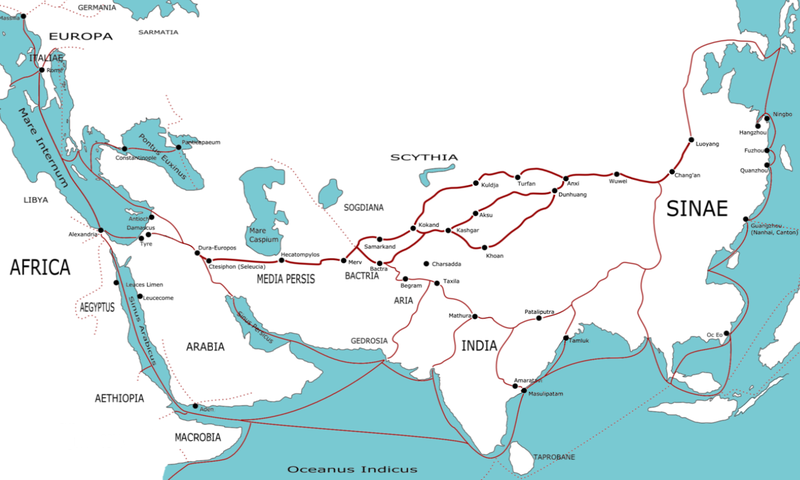
シルク・ロード（紀元1世紀）

新ユーラシア・ランドブリッジ（英語: New Eurasian Land Bridge、中国語: 新亜欧大陸橋）は、第2ユーラシア・ランドブリッジまたは新ユーラシア大陸ブリッジとも呼ばれ、ユーラシア・ランドブリッジの南側の、中国を通る路線である。ユーラシア・ランドブリッジとは、アジアとヨーロッパを結ぶ鉄道である。

## ルート
中国で使用されている標準軌と旧ソビエト連邦諸国で使用されているロシアの広軌との間の軌間不連続のため、コンテナは中国からカザフスタンの国境にあるドストゥクで、中国の貨車からカザフスタン鉄道の貨車に積み替える必要があり、西ヨーロッパで使用される標準軌が始まるポーランドの国境でもその反対が行われて、これはクレーンで行われる。中国のメディアはしばしば、新ユーラシア・ランドブリッジが連雲港からロッテルダムまで、11,870キロ（7,380マイル）の距離に伸びると述べている。2つの都市を結ぶために使用される正確なルートは、中国のメディアのレポートで常に特定されている訳ではないが、通常は北疆線などのカザフスタンを通過するルートを称しているようである。
ユーラシア・ランドブリッジを渡る中国からのすべての鉄道貨物は、カスピ海の北はロシアを通過する必要があるが、2020年12月にはカザフスタンのアクタウとアゼルバイジャンの新バクー港を結ぶカスピ海横断国際輸送ルート（鉄道連絡船）を経て、ロシアを経由せず中央アジアから中国に抜けることが可能となった。
船を使用しない代替案はトルコとブルガリアを通過し、カスピ海の南のルートはイランを通過する必要がある。
カザフスタンのヌルスルタン・ナザルバエフ大統領は、第18回上海協力機構でユーラシアと中国の指導者たちに、北京-アスタナ-モスクワ-ベルリン路線の「ユーラシア高速鉄道」（EHSRW）を建設するよう求めた。この案はさらに検討されている。
2019年11月7日、西安からマルマライトンネルを通過して、ヨーロッパのプラハ（チェコ）に向かう貨物列車が運行された。これは中国からトルコへの輸送時間が1か月から12日に短縮されて、「鉄のシルク・ロード」（Iron Silk Road）の一部であると示している。
2020年12月4日、イスタンブールの欧州側にあるトルコ国鉄カズルチェシュメ駅を出発し、トルコ、ジョージア、アゼルバイジャン、カザフスタンを横断して中国の西安に42個のコンテナを輸送する貨物列車が運行された。5カ国を横断する総延長8,693キロの鉄道輸送は、 日本の大成建設によって建設されたボスポラス海峡のマルマライトンネルを抜けて、トルコを横断し、バクー＝トビリシ＝カルス鉄道でコーカサスを横断、カスピ海横断国際輸送ルート（鉄道連絡船）を経て、ロシアを経由せず中央アジアから中国に抜ける。まさに歴史上の「シルクロード」をなぞったものとなった。